# 顏文選
顏文選（1552年—？），字巽之，號疊陽，直隸寧國府宣城縣人，軍籍，明朝政治人物。

## 生平
萬曆十年（1582年）壬午科應天鄉試八十八名，萬曆十四年（1586年）丙戌科會試四十八名，登三甲第七十七名。大理寺观政，授湖廣江夏縣知縣。十九年（1591年）擢南京户科给事中，在諫垣十一月，上疏達十三次，其請建國儲疏尤激切。二十一年會推鄒元標府丞久不下，疏力請，上怒其結黨營私，市恩外謫，贬浙江按察司知事。居家期間，颜氏曾为唐骆宾王《骆丞集》作注。卒後贈光禄少卿。
萬曆四十年（1612年）正月十五元宵夜，颜文选家有酬神赛戏，有泾县童生张载通在看戏后被毆傷致死，傳聞是颜家的家丁所為。宁国府学的眾多童生听闻张氏被殴致死，群情激憤，帶頭包围颜宅，又有无赖跟進颜家劫掠財物。事後提学御史熊廷弼将此案呈报，主张将闹事的童生禁考，不许获得生员的资格。万历皇帝同意。

## 家族
曾祖顏敔；祖父顏註；父顏棠。母孟氏。慈侍下。兄文英、文宠，俱庠生。。